# Нахічевань (аеропорт)
Міжнародний аеропорт Нахічевань (азерб. Naxçıvan Beynəlxalq Hava Limanı) (IATA: NAJ, ICAO: UBBN) — цивільний аеропорт і азербайджанська військова авіабаза, розташована в Нахічевані, столиці Нахічеванської Автономної Республіки, ексклаву Азербайджану, що не має виходу до моря. Аеропорт був побудований в 1970-х роках.

## Опис
Аеропорт знаходиться на висоті 873 м над середнім рівнем моря. Він має дві злітно-посадкові смуги: 14R/32L з бетонним покриттям розміром 3 300 × 45 м і 14L/32R з асфальтовим покриттям розміром 3 300 × 42 м.

## Авіалінії та напрямки
| Авіакомпанія        | Пункт призначення |
| ------------------- | ----------------- |
| Azerbaijan Airlines | Баку              |
| Turkish Airlines    | Стамбул           |
| Utair               | Москва-Внуково    |

## Статистика
Див. джерело запитів Вікіданих та джерела.
| | Пасажири | Зміна порівняно з попереднім роком | Рухів літаків | Зміна порівняно з попереднім роком | Вантаж (метричні тонни) | Зміна порівняно з попереднім роком |
| --------------------------------------------------------------------------------------------------- | -------- | ---------------------------------- | ------------- | ---------------------------------- | ----------------------- | ---------------------------------- |
| 2012 рік                                                                                            | 426,848  | ND                                 | 3685          | ND                                 | 1,293                   | ND                                 |
| 2013 рік                                                                                            | 501,690  | ▲ 17,53 %                          | 4000          | ▲ 8,55 %                           | 1629                    | ▲ 25,99 %                          |
| 2014 рік                                                                                            | 526,155  | ▲ 4,88 %                           | 4,224         | ▲ 5,60 %                           | 1,342                   | ▼ 17,62 %                          |
| Джерело: Міжнародна рада аеропортів. Звіти про трафік світового аеропорту (2012, 2013, і 2014 роки) |          |                                    |               |                                    |                         |                                    |